# Federazione scacchistica dell'India
La Federazione scacchistica dell'India (nome ufficiale in inglese All India Chess Federation, in hindī अखिल भारतीय शतरंज महासंघ) è la federazione sportiva nazionale che disciplina gli scacchi in India con sede a Chennai. Fondata nel 1950 è affiliata alla FIDE dal 1956. Appartiene alla zona amministrativa 3.7 della Federazione Internazionale. Il presidente è Sanjay Kapoor.
Organizza ogni anno il Campionato indiano di scacchi, ha organizzato per due volte il Campionato del mondo di scacchi.
Sotto la bandiera della federazione indiana il grande maestro Viswanathan Anand è diventato Campione del Mondo dal 2007 al 2013 e Campione del Mondo FIDE dal 2000 al 2002.

## Storia
Fondata nel 1950, è stata registrata ufficialmente come organizzazione nello Stato indiano il 12 dicembre del 1958.
Nel 2000 l'India ospita a Nuova Delhi il campionato del mondo FIDE in collaborazione con l'Iran.
Nel 2013 ospita a Chennai il match mondiale tra Anand e Carlsen, dove il giocatore indiano perderà il titolo a favore del norvegese.
Dopo le imprese del già campione del mondo Viswanathan Anand l'India ha vissuto dagli anni dieci del XXI secolo una grande ascesa nel mondo scacchistico, raggiungendo stabilmente la top 5 della classifica FIDE delle federazioni nazionali.

## Statistiche
Al giugno del 2021 l'India è al quarto posto nella classifica per nazioni e può vantare 64 grandi maestri, 114 maestri internazionali e un totale di 408 giocatori con un titolo internazionale FIDE.
Ha prodotto una serie di bambini prodigio della disciplina che, oltre ad aver conquistato numerosi titoli mondiali giovanili, sono o sono stati tra i più giovani grandi maestri della storia. Al luglio del 2021 Dommaraju Gukesh è il terzo giocatore giocatore più giovane di sempre ad aver conseguito il titolo di grande maestro, preceduto di 17 giorni da Sergej Karjakin e di quasi tre mesi da Abhimanyu Mishra. Al quinto posto si trova Rameshbabu Praggnanandhaa, al settimo Parimarjan Negi, al decimo Raunak Sadhwani.